# Přelet nad kukaččím hnízdem (divadelní inscenace)
Přelet nad kukaččím hnízdem je experimentální inscenace, kterou v roce 2014 uvedl brněnský integrovaný soubor Divadlo Járy Pokojského. Inscenace měla deset repríz, přičemž polovinu z nich soubor zprostředkoval také divákům s různými typy smyslového postižení.

## Inspirace, postavy, scéna
Divadlo Járy Pokojského vycházelo ze stejnojmenné divadelní hry Dale Wassermana, která vznikla na motivy románu Kena Kesseyho Vyhoďmě ho z kola ven. V některých prvcích se soubor inspiroval slavným filmem Miloše Formana, například postavy se svou vizuální stylizací mnohdy zřetelně podobaly postavám z filmové adaptace. Většinu rolí, včetně postavy charismatického hazardního hráče McMurphyho a vrchní sestry Ratchedové, ztvárnili herci, kteří neměli žádné pohybové omezení. Postava indiánského náčelníka Bromdena se od ostatních lišila svým větším vzrůstem. Čtyři herci na invalidním vozíku zastali role psychiatra a pacientů. Herec s rozsáhlejším motorickým handicapem si zahrál roli pacienta po operaci mozku – lobotomii.
Děj byl zasazen do prostředí uzavřené psychiatrické léčebny. Vlevo na scéně stála sesterna s průhlednými plexiskly. Stoly a židle ve zbytku jeviště představovaly společenskou místnost. Scéna byla v základu neměnná, pouze někdy herci přeskupili židle nebo přinesli lůžka, která symbolizovala nemocniční pokoj či operační sál.

## Zpřístupnění divákům s postižením
Inscenaci režíroval člen Divadla Járy Pokojského Lukáš Kořízek. Navázal rozsáhlou spolupráci se skupinou tlumočníků do českého znakového jazyka Hands Dance a se Střediskem Teiresiás, které funguje při brněnské Masarykově univerzitě a asistuje vysokoškolským studentům se specifickými nároky. Díky této spolupráci si každý divák mohl vybrat jeden nebo více komunikačních kanálů, které fungovaly simultánně. 
Nedoslýchaví diváci měli možnost zesílení zvuku do sluchátek. Neslyšícím byla hra zpřístupněna jednak v podobě českých titulků, které byly promítány na přilehlé obrazovky, jednak formou stínového tlumočení do českého znakového jazyka. Tři postavy (McMurphy, sestra Ratchedová, náčelník Bromden) měly každá svého vlastního tlumočníka, ostatní postavy tlumočníky sdílely.
Nevidomým divákům byla před představením umožněna prohlídka scény a byly jim předem poskytnuty textové materiály, které sloužily ke snazší orientaci v inscenaci. Během představení nemuseli nevidomí diváci vyvozovat kontext pouze ze zvuků na jevišti, ale měli možnost poslouchat hlasový komentář, který živě zprostředkoval komentátor. Ten popisoval konání postav a užití rekvizit, které nebyly slyšet.
Užití různorodých komunikačních kanálů bylo zčásti inspirováno konceptem Universal Design, jehož hlavní myšlenkou je zpřístupnění vzdělávání každému bez ohledu na typ postižení.